# Jリーグ特別大会
Jリーグ特別大会（ジェイリーグとくべつたいかい）は2026年限り（予定）の日本プロサッカーリーグ主催の大会である。

## 概要
この大会は日本プロサッカーリーグ（Jリーグ）の2026/27シーズンの移行に向けて、2026年1月から6月までを期間として、特別シーズンとして開催されるもので、J1とJ2・J3に分けて特別大会が実施される。
この大会の大会方式は2024年12月17日に、大会スケジュールは2025年7月29日にそれぞれ明らかにされた。

## 大会方式
J1とJ2・J3の特別大会ともに地域リーグラウンドとプレーオフラウンドで構成され、いずれもこの試合の完全決着はPK方式をとる。この大会には特別助成金が交付されることになっていて、地域リーグラウンドでは、勝ち点1ごとにJ1の方が200万円、J2・J3の方が50万円、それぞれ交付される。また、プレーオフラウンドでは、J1とJ2・J3ともに最終順位に応じて特別助成金が交付される。なお、この大会での昇格・降格は実施されない。

## 開催スケジュール

### 地域リーグラウンド
- 2月7日・8日 - 5月23日・24日[2]

### プレーオフラウンド
- 第1戦：5月30日・31日[2]
- 第2戦：6月6日・7日[2]